# Поклади корисних копалин

По́клад ко́рисних копа́лин — скупчення корисних копалин у надрах або на земній поверхні, оконтурене відповідно до вимог кондицій щодо якості, кількості, умов залягання та розробки мінеральної сировини.

## Загальний опис
Поклад може бути пластовим, лінзоподібним, штокоподібним та ін. Пластові поклади характерні для нафти, вугілля і ін. осадових корисних копалин. Жильні поклади типові для ендогенних родов. руд кольорових металів. Довгасті поклади, які мають форму труб — алмазоносні трубки кімберлітів. Поклади, в якому кількість і якість корисної копалини забезпечують економічну доцільність його розробки, називають промисловим.
Будова покладу може бути:
- простою (однорідний тип і якість корисних копалин без суттєвих прошарків і включень); у цьому випадку застосовують валовий спосіб виймання;
- складною (коли вміст корисного компонента у копалині суттєво варіює, є прошарки перекривних порід); у цьому випадку застосовують селективне виймання;
- складною розосередженою (корисні копалини різної якості та прошарки і включення перекривних порід розміщені в надрах без чіткої закономірності, приклад — Тирниаузьке родовище, с.237, т. 1, МГЕ); використовують як валове, так і селективне виймання.

## Окремі види покладів корисних копалин
- Поклад вуглеводнів
  - поклад масивний
  - поклад газогідратний
  - поклад нафти і газу

## План дослідної експлуатації покладу
План дослідної експлуатації — документ, який визначає задачі, послідовність проведення і техніко-економічні показники дослідної експлуатації покладу (родовища).

## СИСТЕМА РОЗРОБКИ ПОКЛАДУ
Сукупність засобів, з допомогою яких можна впливати і керувати процесом експлуатації покладу (розташування, кількість, порядок введення і режим роботи видобувних свердловин, нагнітання робочого аґента в пласт, умови нагнітання).